# Kōnstantinos Mīna
Kōnstantinos Mīna (in greco: Κωνσταντίνος Μηνά; Nicosia, 1º maggio 1974) è un ex calciatore cipriota, di ruolo difensore.
Bandiera dell'AEK Larnaca, fu un terzino destro.

## Palmarès

### Club

#### Competizioni nazionali
- Coppa di Cipro: 1

AEK Larnaca: 2003-2004